# Italien i olympiska vinterspelen 1952
Italien deltog i olympiska vinterspelen 1952. Italiens trupp bestod av 33 idrottare, 28 var män och 5 var kvinnor. Detta var andra vinterspelet som Italien tog medalj.

## Medaljer

### Guld
- Alpin skidåkning
  - Herrar störtlopp: Zeno Colò

### Silver
- Alpin skidåkning
  - Damer störtlopp: Giuliana Chenal-Minuzzo

## Trupp
- Alpin skidåkning
  - Zeno Colò
  - Giuliana Chenal-Minuzzo
  - Albino Alverà
  - Silvio Alverà
  - Ilio Colli
  - Carlo Gartner
  - Roberto Lacedelli
  - Maria Grazia Marchelli
  - Ermanno Nogler
  - Celina Seghi
- Bob
  - Michele Alverà
  - Luigi Cavalieri
  - Dario Colombi
  - Alberto Della Beffa
  - Vittorio Folonari
  - Uberto Gillarduzzi
  - Dario Poggi
  - Sandro Rasini
- Längdskidåkning
  - Nino Anderlini
  - Ottavio Compagnoni
  - Severino Compagnoni
  - Antenore Cuel
  - Federico De Florian
  - Arrigo Delladio
  - Giacomo Mosele
  - Vincenzo Perruchon
  - Fides Romanin
  - Ildegarda Taffra
  - Alfredo Prucker (Deltog även i nordisk kombination)
- Hastighetsåkning på skridskor
  - Carlo Fassi
  - Guido Caroli
  - Guido Citterio
  - Enrico Musolino